# A. Breeze Harper
A. Breeze Harper   (30 de maig de 1976) és una crítica de la raça, feminista estatunidenca, estratega de diversitat i autora de llibres i estudis sobre veganisme i racisme. La seva antologia Sistah Vegan inclou una col·lecció d'escrits de dones veganes negres.

## Biografia
Harper considera que el seu interès inicial per practicar el veganisme té a veure amb la influència de l'obra de Dick Gregory, ja que connecta la dieta amb la lluita d'alliberament dels grups marginats, i a la reina Afua, afrocèntrica, crudista.
El 2015, Harper va organitzar una conferència, The Vegan Praxis of Black Lives Matters, per discutir qüestions interseccionals relacionades amb el veganisme i el moviment Black Lives Matter. El mateix any, Harper es va unir al consell assessor de Black Vegans Rock.
Harper va ser candidata a la vicepresidència del Partit Humanista per a les eleccions presidencials dels Estats Units de 2016.

## Publicacions
- A. Breeze Harper. Sistah Vegan: Black Female Vegans Speak on Food, Identity, Health and Society.  Lantern Books, 1 de març de 2009. ISBN 978-1590561454. Arxivat 2016-08-28 a Wayback Machine.
- Amie Breeze Harper Journal for Critical Animal Studies, 8, 3, 2010, pàg. 5–27 [Consulta: 10 juny 2016].
- D. Ndirangu Wachanga. Cultural Identity and New Communication Technologies: Political, Ethnic and Ideological Implications.  Hershey, Pennsilvània: IGI Global, 31 de maig de 2011, p. 235–255. ISBN 9781609605919. "Capítol 12: Veganporn.com & 'Sistah': Explorations of Whiteness through Textual Linguistic Cyberminstrelsy on the Internet"
- Alison Hope Alkon. Cultivating Food Justice: Race, Class, and Sustainability.  MIT Press, 21 d'octubre de 2011, p. 221–238. ISBN 978-0262516327. Capítol 10: "Vegans of color, racialized embodiment, and problematics of the 'exotic'"
- Psyche Williams Forson. Taking Food Public: Redefining Foodways in a Changing World, 13 de setembre de 2013, p. 155–174. ISBN 9781134726271. Capítol 12: "Going Beyond the Normative White 'Post-Racial' Vegan Epistemology"
- A. Breeze Harper. Scars: A Black Lesbian Experience in Rural White New England.  Sense Publishers, 12 de setembre de 2014. ISBN 978-9462097599.